# Маркусы (гмина)
Маркусы (пол. Markusy) — сельская гмина (волость) в Польше, входит как административная единица в Эльблонгский повет, Варминьско-Мазурское воеводство. Население — 4085 человек (на 2004 год).

## Демография
| Перепись                       | Всего   | Всего | Женщины | Женщины | Мужчины | Мужчины |
| ------------------------------ | ------- | ----- | ------- | ------- | ------- | ------- |
| Единицы                        | человек | %     | человек | %       | человек | %       |
| Население                      | 4085    | 100   | 2011    | 49,2    | 2074    | 50,8    |
| Плотность населения (чел./км²) | 37,6    | 37,6  | 18,5    | 18,5    | 19,1    | 19,1    |

## Сельские округа
1. Балево
2. Брудзенды
3. Старе-Дольно
4. Дзежгонка
5. Езоро
6. Кемпнево
7. Кшевск
8. Маркусы
9. Нове-Дольно
10. Рахово
11. Сталево
12. Станково
13. Топольно-Мале
14. Венгле-Жуково
15. Виснево
16. Звежно
17. Звеженьске-Поле
18. Злотница
19. Жулвинец
20. Юрандово
21. Журавец

## Соседние гмины
1. Гмина Дзежгонь
2. Гмина Эльблонг
3. Гмина Гроново-Эльблонске
4. Гмина Рыхлики